# Мравниця (Дубровачко Примор'є)
42°49′ пн. ш. 17°51′ сх. д. / 42.81° пн. ш. 17.85° сх. д.
Мравниця (хорв. Mravnica) — населений пункт у Хорватії, у Дубровницько-Неретванській жупанії у складі громади Дубровачко Примор'є.

## Населення
Населення за даними перепису 2011 року становило 38 осіб.
Динаміка чисельності населення поселення: